# 신현호 (배우)
신현호(1984년 3월 20일 ~ )는 대한민국의 배우이다.

## 학력
- 국민대학교 국사학과

## 출연작

### 영화
- 《어떤 가족》 (2015년) - 빵집 직원 역
- 《어느 멋진 날》 (2014년) - 훈이오빠 역
- 《싸인하드》 (2013년)
- 《우리 만난 지 1년 되는 날》 (2012년) - 축구남 1 역
- 《바람의 노래》 (2011년)
- 《하얀나비》 (2011년) - 조감독 2 역
- 《너와 나의 21세기》 (2009년) - 상일 역
- 《나의 노래는》 (2008년) - 희철 역
- 《다세포 소녀》 (2006년) - 무종교반 학생들 역

### 드라마 & 시트콤
- 《응급남녀》 (2014년, tvN) - 김 비서 역
- 《비밀의 교정》 (2006년, EBS) - 장동철 역
- 《달려라 울엄마》 (2003년, KBS2)